# Leucocelis cupricollis
Leucocelis cupricollis är en skalbaggsart som beskrevs av Ernst Gustav Kraatz 1880. Leucocelis cupricollis ingår i släktet Leucocelis och familjen Cetoniidae. Inga underarter finns listade i Catalogue of Life.